# Maustobel (Wiese)
Das Maustobel ist ein gut 1,2 km langer Bach des Südschwarzwaldes im baden-württembergischen Landkreis Lörrach. Er entspringt in Todtnau im Walddistrikt Mauswald und mündet in Todtnau zwischen dem Weiler Poche und der Siedlung Auf der Säge in die Wiese.

## Geographie

### Verlauf
Der Mautobel entspringt auf etwa 1055 m ü. NHN im Walddistrikt Mauswald knapp unterhalb des Ernst-Eckert-Wegs. Er fließt durch bewaldetes Gebiet bis etwa zum St. Barbarastollen in nordwestlicher Richtung und biegt dann in weitem Bogen nach Nordosten ab und erreicht alsbald am südwestlichen Rand des Todtnauer Wohnplatzes Auf der Säge, das freistehende Gebäude einer Suppenmanufaktur. Vor dem Gebäude biegt der Maustobel im annähernd rechten Winkel nach Nordwesten ab und unterquert alsbald die Bundesstraße 317, die hier den Namen Passstraße trägt. Danach fließt er noch rund 50 Meter im freien Feld und mündet sodann von links und Südosten auf etwa 710 m ü. NHN in die Wiese.
Der gut 1,2 m lange Lauf des Maustobels endet knapp 345 Höhenmeter unterhalb seiner Quelle, er hat somit ein mittleres Sohlgefälle von etwa 28 %.

### Einzugsgebiet
Das naturräumlich zum Südschwarzwald gehörende Einzugsgebiet ist gut 0,9 km² groß und liegt vollständig im Gemeindegebiet der Stadt Todtnau. Der höchste Punkt des Einzugsgebiets liegt im Südosten auf etwa 1180 m ü. NHN. 
Die Einzugsgebiete der folgenden Nachbargewässer grenzen an:
- Im Nordosten und Osten konkurriert der Mollenbach, der direkt oberhalb in die Wiese mündet;
- jenseits der südlichen Wasserscheide entwässert der Gisibodenbach, der über den Prägbach in die Wiese fließt;
- im Westen grenzt das Einzugsgebiet des Seltenbachs an, der direkt unterhalb in die Wiese mündet;
- im Nordwesten liegt ein Gebiet, welches die Wiese ohne Nebenbach selbst entwässert.

### Zuflüsse
Auf der amtlichen Gewässerkarte sind nur namenlose Zuflüsse verzeichnet, auf der Historischen Gemarkungsübersicht Baden ist einer dieser Zuflüsse als Ebesdobel benannt. Die Zuflüsse von der Mündung bis zur Quelle:
- namenloser Hangwaldzufluss, Länge ca. 200 m, mündet von rechts und Südosten auf etwa 715 m ü. NHN im Brandenberggewann, entspringt auf etwa 840 m ü. NHN;
- Ebesdobel, Länge ca. 900 m, mündet von rechts und Südosten auf etwa 728 m ü. NHN im Brandenberggewann, entspringt auf etwa 1105 m ü. NHN;
- namenloser Hangwaldzufluss, Länge ca. 180 m, mündet von rechts und Osten auf etwa 910 m ü. NHN, entspringt auf etwa 985 m ü. NHN;
- namenloser Hangwaldzufluss, Länge ca. 330 m, mündet von links und Süden auf etwa 960 m ü. NHN, entspringt auf etwa 1085 m ü. NHN;
- namenloser Hangwaldzufluss, Länge ca. 90 m, mündet von rechts und Südosten auf etwa 995 m ü. NHN, entspringt auf etwa 1035 m ü. NHN.

### Flusssystem Wiese
- Fließgewässer im Flusssystem Wiese